# Clastoptera brevis
Clastoptera brevis är en insektsart som först beskrevs av Walker 1851.  Clastoptera brevis ingår i släktet Clastoptera och familjen Clastopteridae. Inga underarter finns listade i Catalogue of Life.